# Pentlandiet
Pentlandiet is een mineraal. Het is een ijzer-nikkel-sulfide met de chemische formule (Fe, Ni)9S8.

## Eigenschappen
Het opaak bronskleurig tot bruine pentlandiet heeft een metallische glans, een groenzwarte streepkleur en het mineraal kent geen splijting. Pentlandiet heeft een gemiddelde dichtheid van 4,8 en de hardheid is 3,5 tot 4. Het kristalstelsel is isometrisch en het mineraal is noch radioactief, noch magnetisch.

## Naamgeving
Het mineraal pentlandiet is vernoemd naar Joseph Barclay Pentland (1797-1873), een Ierse natuuronderzoeker.

## Voorkomen
Pentlandiet is een algemeen mineraal dat voorkomt in mafische en ultramafische stollingsgesteenten. De typelocatie is Espedalen in Noorwegen, vlak bij Lillehammer. Het mineraal wordt verder gevonden in het district Sudbury in de Canadese provincie Ontario.